# Karuruma (vattendrag i Burundi)
Karuruma är ett vattendrag i Burundi.   Det ligger i provinsen Karuzi, i den centrala delen av landet, 80 kilometer öster om huvudstaden Bujumbura.
Omgivningarna runt Karuruma är en mosaik av jordbruksmark och naturlig växtlighet. Runt Karuruma är det ganska tätbefolkat, med 179 invånare per kvadratkilometer.